# Breviraja marklei
Breviraja marklei (лат.) — вид хрящевых рыб семейства ромбовых скатов отряда скатообразных. Обитают в северо-восточной и северо-западной части Атлантического океана между 45° с. ш. и 42° с. ш. Встречаются на глубине до 988 м. Их крупные, уплощённые грудные плавники образуют диск в виде ромба со округлым рылом. Максимальная зарегистрированная длина 45,1 см. Откладывают яйца. Не являются объектом целевого промысла.

## Таксономия
Впервые вид был научно описан в 1987 году. Голотип представляет собой неполовозрелого самца длиной 39 см, пойманного у берегов Новой Шотландии, Канада (44°45′ с. ш. 56°07′ з. д.) на глубине 988 м. Паратипы: неполовозрелые самки длиной 11,2, 2,8 и 26,1 см, пойманные там же на глубине 567—735  и взрослая самка длиной 45,1 см, пойманная там же на глубине 443—463 м. Согласно некоторым источникам вид считается синонимом Rajella fyllae.

## Ареал
Эти батидемерсальные скаты обитают у берегов Канады (Лабрадор, Нью-Брансвик, Ньюфаундленд, Новая Шотландия). Встречаются на глубине от 443 до 988 м.

## Описание
Широкие и плоские грудные плавники этих скатов образуют ромбический диск с округлым рылом и закруглёнными краями. На вентральной стороне диска расположены 5 жаберных щелей, ноздри и рот. На длинном хвосте имеются латеральные складки. У этих скатов 2 редуцированных спинных плавника и редуцированный хвостовой плавник. Максимальная зарегистрированная длина 45,1 см.

## Биология
Подобно прочим ромбовым эти скаты откладывают яйца, заключённые в жёсткую роговую капсулу с выступами на концах. Эмбрионы питаются исключительно желтком.

## Взаимодействие с человеком
Эти скаты не являются объектом целевого промысла. Международным союзом охраны природы охранного статуса оценил охранный статус вида Rajella fyllae, которого признаёт синонимичным, как «Вызывающий наименьшие опасения».